# ロスコー・リー・ブラウン
ロスコー・リー・ブラウン（Roscoe Lee Browne, 1922年5月2日 - 2007年4月11日）は、アメリカ合衆国出身の俳優である。

## 出演作品

### テレビ
- マッコイと野郎ども
- ロー&オーダー
- 新・刑事コロンボ/かみさんよ、安らかに
- ERV 緊急救命室

### 映画
- トレジャー・プラネット（アロー）
- 予感する男
- 裏切りのKiSS
- ベイブ/都会へ行く
- ベイブ（ナレーション）
- ゴッド・エージェント
- ザ・サバイバー
- マンボ・キングス/わが心のマリア
- MOON44
- ジャンピン・ジャック・フラッシュ
- 夜霧のマンハッタン
- SPACE/宇宙への旅立ち
- ドクター・スコルピオン/世界戦略スパイの帝王
- 合衆国最後の日
- 2300年未来への旅（ボックス）
- 史上最大のスーパー・チャンピオン
- スーパーフライ
- 11人のカウボーイ
- L・B・ジョーンズの解放
- トパーズ
- 危険な旅路

ザ・ストーリーオブ・スターウォーズ
オリジナルサウンドトラックによるスターウォーズストーリー
英語版  ナレーション